# Зімон Гройль
Зімон Гройль (нім. Simon Greul; нар. 13 квітня 1981) — колишній німецький тенісист.
Найвищу одиночну позицію світового рейтингу — 55 місце досяг 22 березня 2010, парну — 121 місце — 12 квітня 2010 року.
Найвищим досягненням на турнірах Великого шолома було 2 коло в одиночному та парному розрядах.

### Парний розряд: 1 (1 поразка)
| Легенда                                     |
| ------------------------------------------- |
| Турніри Великого шолома (0–0)               |
| Фінали Світового туру ATP (0–0)             |
| Серія Мастерс 1000 Світового Туру ATP (0–0) |
| Серія 500 Світового туру ATP (0–0)          |
| Серія 250 Світового туру ATP (0–1)          |

| Фінали за покриттям |
| ------------------- |
| Тверде (0–0)        |
| Ґрунт (0–1)         |
| Трава (0–0)         |

| Фінали за типом корту |
| --------------------- |
| Відкритий (0–1)       |
| Закритий (0–0)        |

| Результат | В-П | Дата     | Турнір                  | Рівень    | Покриття | Партнер     | Суперники                         | Рахунок       |
| --------- | --- | -------- | ----------------------- | --------- | -------- | ----------- | --------------------------------- | ------------- |
| Поразка   | 0–1 | Тра 2010 | Буенос-Айрес, Аргентина | Серія 250 | Ґрунт    | Петер Лучак | Себастьян Прієто Орасіо Себальйос | 6–7(4–7), 3–6 |

## Фінали ATP Челленджер і ITF Ф'ючерс

### Одиночний розряд: 30 (20–10)
| Легенда               |
| --------------------- |
| ATP Челленджер (13–9) |
| ITF Ф'ючерс (7–1)     |

| Фінали за покриттям |
| ------------------- |
| Тверде (5–3)        |
| Ґрунт (13–7)        |
| Трава (0–0)         |
| Килим (2–0)         |

| Результат | В-П   | Дата     | Турнір                        | Рівень     | Покриття | Суперник                | Рахунок            |
| --------- | ----- | -------- | ----------------------------- | ---------- | -------- | ----------------------- | ------------------ |
| Перемога  | 1–0   | Сер 2000 | Німеччина F10, Берлін         | Ф'ючерс    | Ґрунт    | Юган Сеттерґрен         | 7–6(10–8), 6–3     |
| Перемога  | 2–0   | Вер 2001 | Ашаффенбург, Німеччина        | Челленджер | Ґрунт    | Мартін Веркерк          | 7–6(7–5), 6–2      |
| Перемога  | 3–0   | Чер 2002 | Фінляндія F1, Savitaipale     | Ф'ючерс    | Ґрунт    | Франсіско Фогес-Доменеч | 7–6(7–4), 6–2      |
| Поразка   | 3–1   | Вер 2002 | Донецьк, Україна              | Челленджер | Ґрунт    | Федеріко Бровне         | 2–6, 1–6           |
| Перемога  | 4–1   | Лют 2003 | Даллас, США                   | Челленджер | Тверде   | Джастін Гімелстоб       | 6–3, 7–6           |
| Поразка   | 4–2   | Лют 2004 | Канада F1, Калгарі            | Ф'ючерс    | Тверде   | Якоб Адактуссон         | 4–6, 4–6           |
| Перемога  | 5–2   | Січ 2005 | Індія F1, Мумбай              | Ф'ючерс    | Тверде   | Девід Шервуд            | 4–6, 6–3, 6–2      |
| Перемога  | 6–2   | Січ 2005 | Індія F2, Делі                | Ф'ючерс    | Тверде   | Суніл-Кумар Сіпаева     | 6–2, 6–2           |
| Перемога  | 7–2   | Кві 2005 | Індія F5, Бенгалуру           | Ф'ючерс    | Тверде   | Іван Церович            | 6–2, 6–4           |
| Перемога  | 8–2   | Лип 2005 | Оберштауфен, Німеччина        | Челленджер | Ґрунт    | Альберт Портас          | 7–5, 6–2           |
| Поразка   | 8–3   | Лис 2005 | Пусан, Південна Корея         | Челленджер | Тверде   | Б'єрн Фау               | 1–6, 2–6           |
| Поразка   | 8–4   | Кві 2006 | К'яссо, Швейцарія             | Челленджер | Ґрунт    | Вернер Ешауер           | 1–6, 2–6           |
| Перемога  | 9–4   | Тра 2006 | Дрезден, Німеччина            | Челленджер | Ґрунт    | Янко Типсаревич         | 7–6, 6–2           |
| Перемога  | 10–4  | Тра 2006 | Еттлінген, Німеччина          | Челленджер | Ґрунт    | Міхаель Беррер          | 6–4, 6–3           |
| Перемога  | 11–4  | Лип 2006 | Кордова, Іспанія              | Челленджер | Тверде   | Кевін Кім               | 6–7, 6–1, 7–6      |
| Перемога  | 12–4  | Чер 2007 | Алмати, Казахстан             | Челленджер | Ґрунт    | Даніель Брандс          | 6–4, 6–2           |
| Перемога  | 13–4  | Лип 2007 | Алмати, Казахстан             | Челленджер | Ґрунт    | Чон Ун Сон              | 6–3, 6–2           |
| Перемога  | 14–4  | Лют 2008 | Німеччина F4, Меттман         | Ф'ючерс    | Килим    | Андреас Бек             | 6–2, 3–6, 6–2      |
| Перемога  | 15–4  | Лют 2008 | Німеччина F5, Швібердінген    | Ф'ючерс    | Килим    | Жерон Массон            | 6–4, 6–4           |
| Перемога  | 16–4  | Сер 2008 | Фройденштадт, Німеччина       | Челленджер | Ґрунт    | Маттіас Бахінгер        | 6–3, 6–4           |
| Перемога  | 17–4  | Вер 2008 | Алфен-ан-ден-Рейн, Нідерланди | Челленджер | Ґрунт    | Іван Наварро            | 6–4, 6–3           |
| Поразка   | 17–5  | Жов 2008 | Таррагона, Іспанія            | Челленджер | Ґрунт    | Альберто Мартін         | 7–6(7–5), 4–6, 4–6 |
| Поразка   | 17–6  | Кві 2009 | Рим, Італія                   | Челленджер | Ґрунт    | Себастьян Декуд         | 6–7(2–7), 1–6      |
| Перемога  | 18–6  | Вер 2009 | Тоді, Італія                  | Челленджер | Ґрунт    | Адріан Унгур            | 2–6, 6–1, 7–6(8–6) |
| Перемога  | 19–6  | Чер 2011 | Кошиці, Словаччина            | Челленджер | Ґрунт    | Віктор Крівой           | 6–2, 6–1           |
| Поразка   | 19–7  | Чер 2012 | Кошиці, Словаччина            | Челленджер | Ґрунт    | Аляж Бедене             | 6–7(1–7), 2–6      |
| Поразка   | 19–8  | Вер 2012 | Алфен-ан-ден-Рейн, Нідерланди | Челленджер | Ґрунт    | Тіємо де Баккер         | 4–6, 2–6           |
| Перемога  | 20–8  | Жов 2012 | Порту-Алегрі, Бразилія        | Челленджер | Ґрунт    | Гаштан Еліаш            | 2–6, 7–6(7–5), 7–5 |
| Поразка   | 20–9  | Кві 2013 | Мерсін, Туреччина             | Челленджер | Ґрунт    | Їржі Веселий            | 1–6, 1–6           |
| Поразка   | 20–10 | Лис 2013 | Ортізеї, Італія               | Челленджер | Тверде   | Андреас Сеппі           | 6–7(4–7), 2–6      |

### Парний розряд: 15 (5–10)
| Легенда               |
| --------------------- |
| ATP Челленджер (4–10) |
| ITF Ф'ючерс (1–0)     |

| Фінали за покриттям |
| ------------------- |
| Тверде (0–1)        |
| Ґрунт (5–9)         |
| Трава (0–0)         |
| Килим (0–0)         |

| Результат | В-П  | Дата     | Турнір                    | Рівень     | Покриття | Партнер           | Суперники                              | Рахунок               |
| --------- | ---- | -------- | ------------------------- | ---------- | -------- | ----------------- | -------------------------------------- | --------------------- |
| Перемога  | 1–0  | Чер 2002 | Фінляндія F1, Savitaipale | Ф'ючерс    | Ґрунт    | Дмитро Власов     | Тапіо Нурмінен Янне Ояла               | 3–6, 6–1, 6–3         |
| Перемога  | 2–0  | Чер 2003 | Фюрт, Німеччина           | Челленджер | Ґрунт    | Деніс Ґремельмайр | Томас Беренд Карстен Браш              | 6–3, 1–6, 7–6(7–5)    |
| Поразка   | 2–1  | Вер 2005 | Фройденштадт, Німеччина   | Челленджер | Ґрунт    | Себастьян Фіц     | Павел Шнобель Мартін Штепанек          | 2–6, 4–6              |
| Поразка   | 2–2  | Лют 2006 | Джоплін, США              | Челленджер | Тверде   | Бенжамін Бекер    | Леслі Джозеф Анрі Аджей-Дарко          | 3–6, 6–7(3–7)         |
| Поразка   | 2–3  | Чер 2006 | Еттлінген, Німеччина      | Челленджер | Ґрунт    | Ларс Бургсмюллер  | Феліпе Парада Васіліс Мазаракіс        | 6–3, 1–6, [4–10]      |
| Поразка   | 2–4  | Вер 2006 | Дюссельдорф, Німеччина    | Челленджер | Ґрунт    | Євген Корольов    | Г'юго Армандо Томас Беренд             | 1–6, 6–4, [4–10]      |
| Поразка   | 2–5  | Кві 2008 | Монца, Італія             | Челленджер | Ґрунт    | Деніс Ґремельмайр | Стефано Гальвані Альберто Мартін       | 5–7, 6–2, [3–10]      |
| Перемога  | 3–5  | Кві 2009 | Рим 3, Італія             | Челленджер | Ґрунт    | Алессандро Мотті  | Філіппо Воландрі Даніеле Браччалі      | 6–4, 7–5              |
| Перемога  | 4–5  | Кві 2009 | Рим 1, Італія             | Челленджер | Ґрунт    | Крістофер Кас     | Юган Брунстрем Жан-Жульєн Роєр         | 4–6, 7–6(7–2), [10–2] |
| Поразка   | 4–6  | Чер 2009 | Фюрт, Німеччина           | Челленджер | Ґрунт    | Алессандро Мотті  | Сантьяго Вентура Рубен Рамірес Ідальго | 6–4, 1–6, [6–10]      |
| Поразка   | 4–7  | Сер 2009 | Трані, Італія             | Челленджер | Ґрунт    | Алессандро Мотті  | Джеймі Дельгадо Джеймі Маррей          | 6–3, 4–6, [10–12]     |
| Перемога  | 5–7  | Чер 2011 | Кошиці, Словаччина        | Челленджер | Ґрунт    | Баштіан Кніттель  | Факундо Баньїс Едуардо Шванк           | 2–6, 6–3, [11–9]      |
| Поразка   | 5–8  | Вер 2012 | Алфен, Нідерланди         | Челленджер | Ґрунт    | Баштіан Кніттель  | Раміз Джунейд Зімон Штадлер            | 6–4, 1–6, [5–10]      |
| Поразка   | 5–9  | Жов 2012 | Порту-Алегрі, Бразилія    | Челленджер | Ґрунт    | Алессандро Мотті  | Жоао Соуза Марсело Демолінер           | 3–6, 6–3, [7–10]      |
| Поразка   | 5–10 | Вер 2013 | Алфен, Нідерланди         | Челленджер | Ґрунт    | Веслі Колгоф      | Бой Вестергоф Антал ван дер Дейм       | 6–4, 3–6, [10–12]     |

## Досягнення
| W | Ф | ПФ | ЧФ | #Р | КТ | К# | DNQ | A | NH |

### Одиночний розряд
| Турніри Великого шлему                 |     |     |     |     |     |     |                  |                  |                  |                  |                  |        |      |     |
| Відкритий чемпіонат Австралії з тенісу | К3р | К1р |     | К1р | 1р  |     | К1р              | 1р               | 1р               | К1р              | К1р              | 0 / 3  | 0–3  | 0%  |
| Відкритий чемпіонат Франції з тенісу   |     |     | К1р | К1р |     | 1р  | 1р               | 1р               | К3р              | К1р              | К3р              | 0 / 3  | 0–3  | 0%  |
| Вімблдонський турнір                   |     |     |     | 1р  |     |     | 2р               | 1р               | К1р              | К2р              | К1р              | 0 / 3  | 1–3  | 25% |
| Відкритий чемпіонат США з тенісу       |     |     | К2р | 1р  |     |     | 2р               | 1р               |                  | К2р              |                  | 0 / 3  | 1–3  | 25% |
| В-П                                    | 0–0 | 0–0 | 0–0 | 0–2 | 0–1 | 0–1 | 2–3              | 0–4              | 0–1              | 0–0              | 0–0              | 0 / 12 | 2–12 | 14% |
| Тур ATP Мастерс 1000                   |     |     |     |     |     |     |                  |                  |                  |                  |                  |        |      |     |
| Indian Wells Open                      |     |     |     | К1р | 1р  |     | К1р              | 3р               |                  |                  |                  | 0 / 2  | 2–2  | 50% |
| Відкритий чемпіонат Маямі з тенісу     |     |     |     | 4р  | 2р  |     | К2р              | 1р               |                  |                  |                  | 0 / 3  | 4–3  | 57% |
| Мастерс Монте-Карло                    |     |     |     |     |     |     |                  | 1р               |                  |                  |                  | 0 / 1  | 0–1  | 0%  |
| Гамбург Masters                        |     |     |     | 1р  |     |     | Не серія Мастерс | Не серія Мастерс | Не серія Мастерс | Не серія Мастерс | Не серія Мастерс | 0 / 1  | 0–1  | 0%  |
| Мастерс Мадрид                         |     |     |     |     |     |     |                  | 1р               |                  |                  |                  | 0 / 1  | 0–1  | 0%  |
| Мастерс Рим                            |     |     |     |     |     |     | К1р              | 1р               |                  |                  |                  | 0 / 1  | 0–1  | 0%  |
| Мастерс Цинциннаті                     |     |     |     |     |     |     |                  | К2р              |                  |                  |                  | 0 / 0  | 0–0  | –   |
| Мастерс Париж                          |     |     |     | К1р |     |     |                  |                  |                  |                  |                  | 0 / 0  | 0–0  | –   |
| В-П                                    | 0–0 | 0–0 | 0–0 | 3–2 | 1–2 | 0–0 | 0–0              | 2–5              | 0–0              | 0–0              | 0–0              | 0 / 9  | 6–9  | 40% |